# Nitocra reducta
Nitocra reducta är en kräftdjursart som först beskrevs av Schäfer 1936.  Nitocra reducta ingår i släktet Nitocra och familjen Ameiridae.

## Underarter
Arten delas in i följande underarter:
- N. r. fluviatilis
- N. r. reducta